# Camentoserica kulzeri
Camentoserica kulzeri är en skalbaggsart som beskrevs av Frey 1969. Camentoserica kulzeri ingår i släktet Camentoserica och familjen Melolonthidae. Inga underarter finns listade.